# Szymon Ligarzewski
Szymon Ligarzewski (ur. 8 września 1974 w Bydgoszczy) – polski piłkarz ręczny, były reprezentant Polski, grający na pozycji bramkarza.

## Kariera zawodnicza
Zaczął grać w piłkę ręczną w wieku 11 lat pod okiem trenera Andrzeja Kaczorowskiego. W 1993 zdobył w barwach AZS Bydgoszcz Mistrzostwo Polski juniorów. W 1993 został zawodnikiem beniaminka Ekstraklasy Gwardii Koszalin. Po sezonie przeniósł się do Śląska Wrocław, gdzie trenerem był Jerzy Klempel. W 1995 i 1996 zdobył z wrocławską drużyną brązowe medale mistrzostw Polski. W 1997 wywalczył ze Śląskiem mistrzostwo Polski. W finale jego drużyna pokonała Wisłę Płock. W ostatniej akcji tego meczu Artur Niedzielski rzucił specjalnie koło głowy Ligarzewskiemu. Ten uderzył go w twarz, za co dostał czerwoną kartkę i karę zawieszenia w kolejnych meczach. W 1998 zdobył ze Śląskiem wicemistrzostwo Polski. W tym samym roku podpisał kontrakt z niemieckim klubem VFL Fredenbeck. Kilka razy został wybrany do zespołu gwiazd 2.Bundesligi. W 2004 został zawodnikiem Zagłębia Lubin, zdobywając kolejno srebrny (2005), brązowy (2006) i złoty (2007) medal mistrzostw Polski.  W finale rozgrywek sezonu 2006/2007 jego zespół rywalizował z faworyzowaną Wisłą Płock. Po dwóch dogrywkach wynik był remisowy. W rozgrywce rzutów karnych obronił rzuty Marka Witkowskiego i Tomasza Palucha czym przyczynił się do pierwszego w historii klubu tytułu mistrzowskiego. Kolejne dwa sezony (2007/2008 i 2008/2009) występował w drużynie MKS Piotrkowianin Focus Park Kiper Piotrków Trybunalski. W sezonie 2009/2010 reprezentował barwy AZS Bydgoszcz. Od 2010 był zawodnikiem Pogoni Szczecin. Awansował z tym zespołem do ekstraklasy w sezonie 2011/2012. Ze szczecińskiego klubu odszedł w 2013 (nie przedłużono z nim kontraktu). Na początku sezonu 2013/2014 występował w AZS UKW Bydgoszcz, ale pod koniec 2013 zakończył karierę. Wznowił ją w 2015 w niemieckiej drużynie Stralsunder HV.W 2018 roku zakończył karierę sportową.
W reprezentacji Polski wystąpił w ok. 30 spotkaniach.

## Życie prywatne
Żonaty, ma dwóch synów. Jeden z nich (Kacper) gra również w piłkę ręczną na pozycji bramkarza.